# Duboki san (1946.)
Duboki san (eng. The Big Sleep) je film Howarda Hawksa iz 1946. s  Humphreyjem Bogartom u ulozi privatnog istražitelja i Lauren Bacall u ulozi femme fatale. To je prva filmska verzija istoimenog romana  Raymonda Chandlera iz 1939. Scenarij su napisali William Faulkner, Leigh Brackett i Jules Furthman.

## Radnja
Philipa Marlowea (Humphrey Bogart) posjećuje novi klijent, general Sternwood (Charles Waldron), navodno da sredi kockarske dugove svoje mlađe kćeri, Carmen (Martha Vickers), s kladioničarem zvanim Geiger. Starija kćer, Vivian (Lauren Bacall), sumnja da joj otac zapravo želi otkriti što se dogodilo njegovom prijatelju, Seanu Reganu, koji je misteriozno nestao mjesec dana prije.
Ubrzo nakon toga Marlowe otkriva Geigera ustrijeljenog kod kuće. Dolazi neidentificirani čovjek, ostavlja Carmen unutra, drogiranu. Marlowe u kući pronalazi kameru u kojoj nedostaje film. Joe Brody (Louis Jean Heydt) ima film i pokušava iznuditi novac od Sternwooda prijeteći da će upetljati Carmen u ubojstvo.
Kasnije se otkriva da je Geigera ubio Sternwoodov vozač, Owen Taylor. Brody je onesvijestio Taylora udarivši ga kundakom i odnio film. Ostavio je Taylora u autu koji je poslije odvezen. Priča se ubrzo počinje fokusirati na misteriju u srcu filma: gdje je Sean Regan.
Eddie Mars (Joe Ridgely) posjeduje kuću u kojoj je Geiger živio, a ima i kockarnicu koju često posjećuje Vivian. Marlowe se na početku istrage o Geigerovu ubojstvu prvo sastaje s Marsom. Dvojica si međusobno ponude pomoć. Međutim, Mars postaje osjetno manje prijateljski nakon što ga Marlowe upita o Seanu Reganu, koji je navodno pobjegao s Marsovom ženom. Vivian želi da Marlowe zaključi slučaj nakon što otkrije pozadinu Geigerova ubojstva, kako se ne bi raspitivao o Reganu. Marlowea zanima zašto Marsa ne zanima gdje mu je žena te zašto toliko ljudi ne želi da pronađe Regana.
Kasnije se otkriva da je Mars uvjerio Vivian da ima dokaz da je Carmen ubila Regana, te ju je tako prisilio da surađuje s njim. U međuvremenu, Marsova žena zapravo uopće nije pobjegla s Reganom, nego je se skrivala da ispadne da je stvarno pobjegla. Mars se nada da policija neće uzeti njega za osumnjičenika. Marlowe konačno nagovara Vivian da pomogne njemu, a ne Marsu, te shvaća da je Carmen ubila Regana iz ljubomore što je se viđao s Marsovom ženom. Nakon pucnjave u Geigerovoj kući, Marlowe namješta Marsu da ga upucaju njegovi vlastiti ljudi. Marlowe obeća Vivian da će Carmen poslati u umobolnicu, a ne predati je policiji.

## Pozadina
Film je poznat po iznimno zapetljanoj radnji. Slavna priča kaže kako, tijekom snimanja, redatelj i scenaristi nisu mogli shvatiti je li netko ubio vozača Owena Taylora ili je počinio samoubojstvo. Poslali su telegram autoru. Chandler se kasnije prisjetio ove priče u pismu prijatelju. "Poslali su mi telegram... pitajući me, i, kvragu, ni ja nisam znao".
Nakon što je film završen, stavljen je na čekanje dok je Warner Bros. spremao ratni film. Mislilo se kako će interes publike za te filmove slabiti nakon završetka rata, a kako Duboki san nije imao takve senzitivnosti, nije mogao odmah biti objavljen.
Nakon završetka rata, fenomen "Bogie & Bacall", započet filmom Imati i nemati i njihovim brakom, bio je u punom zamahu. Bacallin agent zahtijevao je da se neki dijelovi filma snime ponovno kako bi se kapitalizirala njena novostečena slava. Šef studija Jack Warner se složio pa je dodan novi materijal, kao što je sugestivna scena "konjskog jahanja". Presnimljen je i kraj filma, s Peggy Knudsen u ulozi Mone Mars, jer originalna glumica, Pat Clark, nije bila dostupna. Iako je razlika u trajanju dvije verzije dvije minute, postoji 21 minuta različitog materijala. Prepravljena verzija objavljena je 23. kolovoza 1946.

## Glumci
- Humphrey Bogart - Philip Marlowe
- Lauren Bacall - Vivian Sternwood Rutledge
- John Ridgely - Eddie Mars
- Martha Vickers - Carmen Sternwood
- Dorothy Malone - Vlasnica knjižare
- Peggy Knudsen - Mona Mars
- Regis Toomey - Glavni inspektor Bernie Ohls
- Elisha Cook Jr. - Harry Jones

## Kritike
Filmski kritičar Roger Ebert, koji je film uvrstio u svoj popis 100 Great Movies, hvalio je film, napisavši:
"Radeći po Chandlerovim originalnim riječima i dodajući nešto svoje, scenaristi (William Faulkner, Jules Furthman i Leigh Brackett) napisali su jedan od najcitiranijih scenarija. Neobično je kad shvatite da se smijete nečemu u filmu ne zato što je smiješno nego zato što je prokleto pametno."
Iako su kritičari pisali pozitivne recenzije, posebno hvaleći izvedbe glavnih glumaca, kritizirali su film zbog zapetljane i teške radnje. Carlo Cavagna napisao je o filmu: "Bogart i Bacall su tako dobri zajedno da nedokučiva priča i nije toliko važna."

## Zanimljivosti
- Autor romana, Raymond Chandler, tvrdio je da je Martha Vickers bila toliko nevjerojatna u ulozi Carmen Sternwood da je zasjenila čak i Lauren Bacall u zajedničkim scenama. Na žalost, to je dovelo do toga da je film morao biti premontiran tako da je dobar dio Vickersine izvedbe završio na podu sobe za montažu.
- Iako Martha Vickers glumi mlađu sestru Lauren Bacall, u stvarnosti je samo osam mjeseci mlađa od nje.
- Ubojice Sidney i Pete nazvani su tako kao izraz počasti Bogartovim čestim kolegama,  Sydneyju Greenstreetu i  Peteru Lorreu.
- Carol Lundgren ubija Joea Brodyja jer vjeruje kako je on ubio Geigera. U knjizi su Lundgren i Geiger homoseksualni ljubavnici. To se ne spominje u filmu.
- U romanu Marlowe pronalazi pornografske fotografije s Carmen na njima, a kasnije je otkriva golu u njegovu krevetu, ali je pošalje da se spakira. U filmu, nema sugestija o golotinji: fotografije jedva pokazuju da je Carmen bil u Geigerovoj kući tijekom njegova ubojstva. U sceni u spavaćoj sobi, ona je prikazana kako čeka Marlowea u odjeći, sjedeći u njegovom naslonjaču.

## Vanjske poveznice
- Duboki san u internetskoj bazi filmova IMDb-a
- 10 Shades of Noir
- Noir Film Analysis
- Recenzija Rogera Eberta
- skyjude - movie legends  Arhivirana inačica izvorne stranice od 15. rujna 2007. (Wayback Machine)